# Nicola Gaetano Spinola
Nicola Gaetano Spinola (Madri, 20 de fevereiro de 1659 - Roma, 12 de abril de 1735) foi um cardeal do século XVIII

## Biografia
Nasceu em Madri em 20 de fevereiro de 1659. De uma família patrícia genovesa. Quarto dos onze filhos do senador Giovanni Domenico Spinola e Angela Schiattini. Os outros irmãos eram Teresa, Giovanni Agostino, Pellina, Giovanni Luca (senador) e mais seis filhos que morreram sem descendência. Ele foi batizado no mesmo dia de seu nascimento. Ele também está listado como Nicolaus Spinula; e seu primeiro nome como Niccolò Gaetano. Sobrinho-neto do cardeal Giandomenico Spinola (1626). Sobrinho do cardeal Giambattista Spínola, Sr (1681). Outros cardeais dos vários ramos da família Spinola foramAgostino Spinola (1527); Filippo Spínola (1583); Orazio Spinola (1606); Agustín Spínola (1621); Giulio Spínola (1666); Giambattista Spínola, Jr (1695); Giorgio Spinola (1719); Giovanni Battista Spínola (1733); Girolamo Spinola (1759); Ugo Pietro Spinola (1831).
Estudou na Universidade La Sapienza, em Roma, onde obteve o doutorado in utroque iure , direito canônico e civil em 20 de fevereiro de 1687.
Relator do Tribunal da Assinatura Apostólica e da SC do Bom Governo. Nomeado visitante apostólico das cidades de Todi e Spoleto em 1693. Vigário da basílica de S. Maria em Trastevere. Presidente da Câmara Apostólica, 20 de setembro de 1695. Clérigo da Câmara Apostólica, 2 de março de 1696. Presidente da Grascia .
Ordenado em 3 de outubro de 1706.
Eleito arcebispo titular de Tebe em 4 de outubro de 1706. Consagrada em 10 de outubro de 1706 a igreja de Santa Caterina dei Funari, Roma, pelo cardeal Lorenzo Casoni, auxiliado por Antonio Francesco Sanvitale, arcebispo titular de Efeso, e por Giorgio Spinola, bispo de Albenga. Núncio na Toscana, 30 de outubro de 1706. Assistente do Trono Pontifício, 1º de novembro de 1706. Núncio na Polônia, 6 de setembro de 1707. Auditor geral da Câmara Apostólica, 1º de julho de 1712.
Criado cardeal sacerdote no consistório de 16 de dezembro de 1715; recebeu o gorro vermelho e o título de S. Sisto, em 8 de junho de 1716. Participou do conclave de 1721, que elegeu o Papa Inocêncio XIII. Prefeito da SC das Fronteiras dos Estados Eclesiásticos ( dei Confini ) de 1723 até sua morte. Camerlengo do Sagrado Colégio dos Cardeais, 17 de janeiro de 1724; confirmado por mais um ano, de 29 de janeiro de 1725 até 20 de fevereiro de 1726. Participou do conclave de 1724, que elegeu o Papa Bento XIII. Optou pelo título de Ss. Nereo ed Achilleo, 29 de janeiro de 1725. Participou do conclave de 1730, que elegeu o Papa Clemente XII.
Morreu em Roma em 12 de abril de 1735, perto das 20 horas. Exposto na igreja de S. Andrea della Valle, Roma, onde o funeral ocorreu em 14 de abril de 1735; transferido privadamente para a igreja do Pontifício Ateneu Urbaniano de Propaganda Fide, Roma, e enterrado perto da porta, sob uma lápide com uma inscrição simples com seu nome e seu título cardinalício. Uma esplêndida placa de mármore foi colocada pelos cardeais da SC de Propaganda Fide no claustro daquele ateneu, à qual o cardeal deixou em seu testamento cerca de 100.000 escudos .